# Nobili bugie
Nobili bugie è un film italiano del 2017, diretto da Antonio Pisu.

## Trama
Sui colli Bolognesi, una famiglia di nobili decaduti sopravvive al proprio declino economico nell’unico luogo che ancora possiede: la tenuta di Villa La Quiete. Il Duca Pier Donato Martellini e la Duchessa Romola Valli, stanchi e avviliti, se ne fregano della guerra e risiedono nel loro podere con la servitù ormai ridotta ai minimi termini. Come se non bastasse devono prendersi cura del figlio Jean-Jacques, immaturo cinquantenne che passa le sue giornate a comporre poesie dedicate al Bologna FC. La soluzione a tutti i problemi si presenta alla villa in un pomeriggio qualsiasi; un uomo e due donne in fuga, chiedono loro rifugio; sono ebrei, disposti a pagare con un lingotto d’oro ogni mese di permanenza. La Duchessa, dopo aver accettato, fa di tutto per sedare sul nascere ogni tentativo della servitù e del marito di rubare il tesoro agli ospiti ed ordina di aspettare che la famiglia di "rifugiati" mantenga la promessa e doni più lingotti possibili al fine di dar la possibilità di riacquistare i loro averi impegnati. I lingotti aumentano e proprio nel momento in cui il Duca e la Duchessa intravedono finalmente una rinascita nobiliare, la guerra finisce. Terrorizzati dalla possibilità di perdere l'unica fonte di guadagno organizzano rocamboleschi escamotage, pantomime e sotterfugi per fingere che il conflitto non sia ancora finito sino a quando un uomo che i rifugiati conoscono bene si presenta nella Tenuta e cambierà le carte in tavola.

## Produzione
Primo lungometraggio della casa di produzione Genoma Films, fondata proprio da Pisu e Rossi, il film si svolge interamente nella Villa Quiete di Mezzana, residenza storica della cittadina di Sasso Marconi, in provincia di Bologna. Girato nel 2016 con il titolo La forza del destino, poi cambiato in post-produzione in Nobili bugie, nel film sono presenti anche i camei di Gianni Morandi, Franco Colomba e Roberta Capua.

## Riconoscimenti
- 2017 - 74ª Mostra internazionale d'arte cinematografica di Venezia
  - Green Drop Award[4]
  - Premio Kinéo[5]